# 蒂霍米尔·奥格尼亚诺夫
蒂霍米尔·奥格尼亚诺夫（羅馬化：Tihomir Ognjanov，1927年3月2日—2006年7月2日），塞尔维亚男子足球运动员，司职后卫。他曾代表南斯拉夫国奥队参加1952年夏季奥林匹克运动会足球比赛，获得一枚银牌。